# Hermann Lemme
Joachim Hermann Lemme (* 13. April 1903 in Dresden; † 29. August 1989 ebenda) war ein deutscher Pädagoge und Heimatforscher, der mehrere Publikationen zur Sächsischen Schweiz vorlegte, darunter drei Wanderhefte.

## Leben

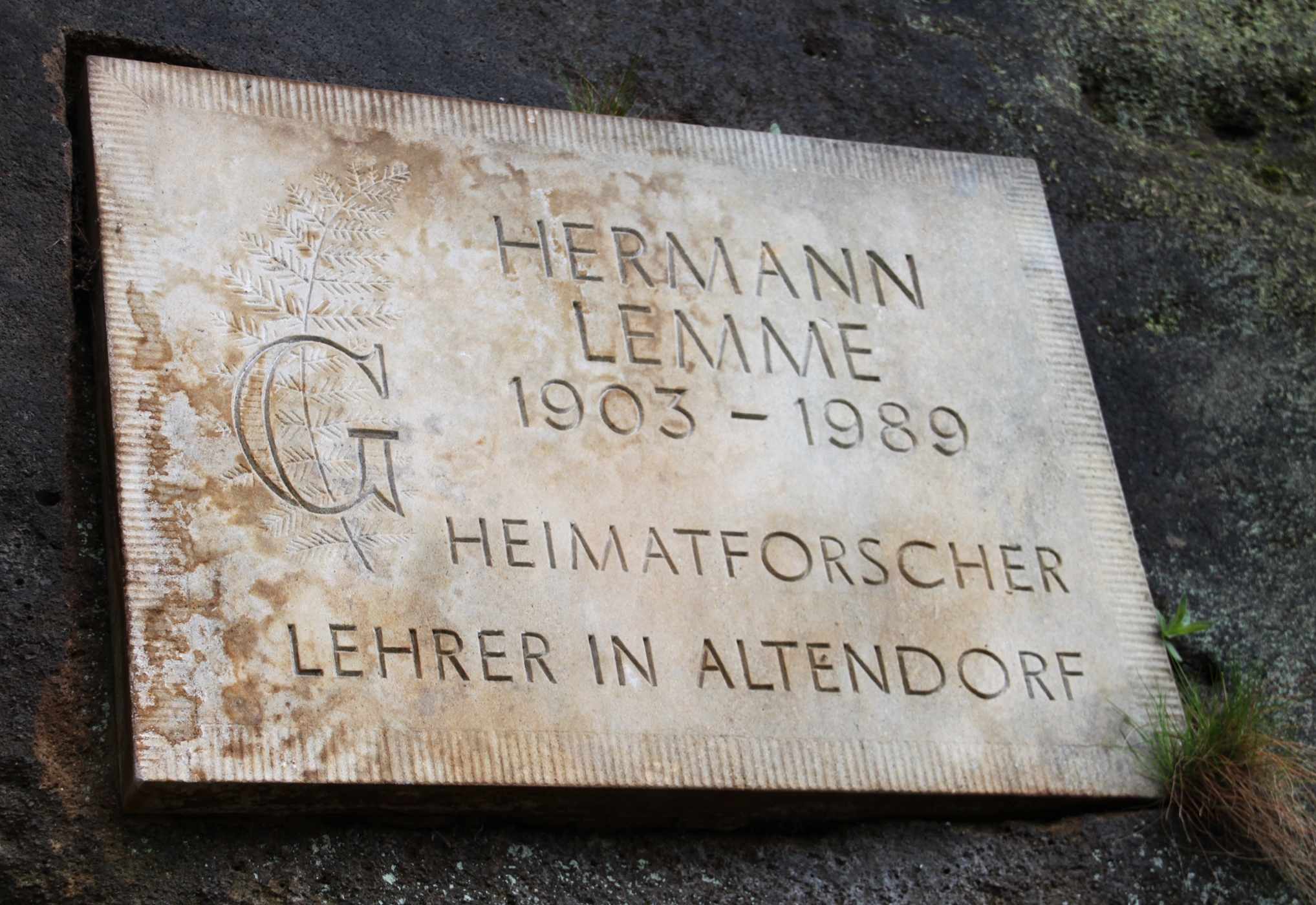
Gedenktafel für Hermann Lemme in Altendorf

Er war der Sohn des Instrumentenmachers Hermann Max Lemme. Lemme besuchte von 1916 bis 1923 das Freiherrlich von Fletchersche Lehrerseminar in Dresden und wurde 1923 Lehrer in Altendorf. Bereits 1924 wurde er aufgrund seiner heimatkundlichen Kenntnisse in den Bezirksausschuss für Heimatkunde im Schulaufsichtsbezirk Bad Schandau berufen. Der Bezirksausschuss war Herausgeber einer Schriftenreihe, in der Lemme 1928 sein erstes größeres Werk Die Entstehung der Sächsischen Schweiz, 1. Teil: Sandstein und Kreidemeer veröffentlichte. Weitere Veröffentlichungen in verschiedenen Publikationen folgten, darunter 1929 die Studie Geologie der Sebnitzer Landschaft.
Im Jahr 1930 ging Lemme zurück nach Dresden und wurde Lehrer an der 76. Volksschule im Dresdner Stadtteil Briesnitz. Hier wirkte er bis zu seinem Ruhestand im Jahr 1967.
Zu seinen bedeutendsten Publikationen zählen Veröffentlichungen im Rahmen der Reihe Werte der deutschen Heimat und Unser kleines Wanderheft in den 1950er- und 1960er-Jahren. Lemme recherchierte dabei vor Ort, in der Literatur und in Archiven.
Lemme wirkte zudem als Amateurfotograf und dokumentierte insbesondere geographische, naturkundliche sowie volks- und heimatkundliche Motive in der Sächsischen Schweiz und angrenzenden Regionen. Sein Nachlass von etwa 2.000 Fotografien wird von der Deutschen Fotothek verwahrt und ist digital öffentlich zugänglich.
Lemme verstarb 1989 in Dresden und wurde auf dem Heidefriedhof beigesetzt. Seit 1993 erinnert eine Gedenktafel in Altendorf an ihn.

## Werke (Auswahl)
- mit Gerhard Engelmann, Richard Vogel und Alfred Fiedler: Elbsandsteingebirge (= Unser kleines Wanderheft. Bd. 4). Bibliographisches Institut, Leipzig 1952.
- mit Gerhard Engelmann: Zwischen Sebnitz, Hinterhermsdorf und den Zschirnsteinen. Ergebnisse der heimatkundlichen Bestandsaufnahme im Gebiet von Sebnitz, Hinterhermsdorf, Schöna und am Raumberg (= Werte der deutschen Heimat. Bd. 2). Akademie-Verlag, Berlin 1959.
- Elbfahrt Dresden–Schmilka (= Unser kleines Wanderheft. Bd. 13). 1. Auflage der Neufassung. Bibliographisches Institut, Leipzig u. a. 1961 (5. Auflage. (= Tourist-Wanderheft. Bd. 33). Tourist Verlag, Leipzig 1983; 7. Auflage. ebenda 1986).
- Bad Schandau. Winterberg- und Zschirnsteingebiet (= Unser kleines Wanderheft, Bd. 103). Bibliographisches Institut, Leipzig u. a. 1962: 5. Aufl. 1977
- Stadt und Festung Königstein Bielatal (= Unser kleines Wanderheft, Bf. 106), Brockhaus Leipzig 1964
- Der Kleine Winterberg. In: Mitteilungsheft des Arbeitskreises Sächsische Schweiz im Landesverband  Sächsischer Heimatschutz. Jg. 1, Heft 2, 2005, ZDB-ID 2214906-5, S. 24f.